# Miguel Picazo
Miguel Picazo de Dios (Cazorla, 27 marzo 1927 – Madrid, 23 aprile 2016) è stato un regista, sceneggiatore e attore spagnolo.

## Biografia
Nel 1966 il suo film Zia Tula fu scelto per rappresentare la Spagna all'Oscar al miglior film straniero.

## Filmografia parziale

### Come regista e sceneggiatore
- Zia Tula (La tía Tula) (1964)
- Oscuros sueños de agosto (1967)
- Los claros motivos del deseo (1977)
- El hombre que supo amar (1978)
- Escrito en América (1979)
- Sonata de primavera (1982)
- Extramuros (1985)

### Come attore
- Lo spirito dell'alveare (El espíritu de la colmena), regia di Víctor Erice (1973)
- El libro de buen amor, regia di Tomás Aznar (1975)
- Remando nel viento, regia di Gonzalo Suárez (1988)
- La huella del crimen 2: El crimen de Don Benito, regia di Antonio Drove (1991)
- Tesis, regia di Alejandro Amenábar (1996)
- 99.9, regia di Agustí Villaronga (1997)